# Jeux olympiques de la jeunesse d'hiver de 2028
Les Jeux olympiques de la jeunesse d'hiver de 2028 seront la cinquième édition des Jeux olympiques d'hiver de la jeunesse et la dixième édition des Jeux olympiques de la jeunesse. Les Jeux sont attribués aux régions des Dolomites et de la Valteline en Italie, désignées à l'issue de la 143e session du Comité international olympique à Lausanne le 30 janvier 2025. Ils se dérouleront du 15 au 29 janvier 2028

## Sélection de la ville hôte

### Villes candidates
Six villes et régions ont manifesté leur intérêt pour l'organisation de ces Jeux.
- Bosnie-Herzégovine[2]
- Carinthie (Autriche),  Frioul-Vénétie Julienne (Italie) &  Slovénie[3]
- Lombardie & Trentin (Italie)[4]
- Lake Placid (États-Unis)[5]
- Sofia & Vitocha (Bulgarie)[6]
- Lviv (Ukraine),  Pologne &  Sigulda, (Lettonie)[7]

En juillet 2024, la commission du futur hôte du CIO a désigné les Dolomites et la Valteline comme ses candidates préférées pour les Jeux et a entamé un dialogue ciblé avec la région dans le cadre du nouveau processus de candidature olympique. Le dossier s'appuye sur l'héritage des Jeux de Milan Cortina 2026 porté par le Comité olympique national italien (CONI), soutenu par le gouvernement national et les gouvernements des régions de Lombardie et de Vénétie et de la province autonome du Trentin.
Le 30 janvier 2025, le CIO valide l'attribution des Jeux à Dolomiti Valtellina. Sur les 90 votes valables (deux se sont abstenus), 89 membres du CIO ont voté "oui" pour Dolomiti Valtellina 2028, un a voté "non".

## Organisation

### Sites des épreuves
Il s'agit du même projet utilisé pour l'Universiade d'hiver de 2013 et les Jeux olympiques d'hiver de 2026, mais à une échelle plus petite et avec quelques nouveaux sites ajoutés. Aucun investissement en capital spécifique aux JOJ ne sera nécessaire pour les quatre sites de compétition non utilisés aux Jeux de Milano Cortina 2026 (hockey sur glace, patinage de vitesse, patinage artistique / patinage de vitesse sur piste courte et biathlon).
| Zone      | Lieu                                    | Sport-Cérémonie                                           | Capacité | Expérience |
| --------- | --------------------------------------- | --------------------------------------------------------- | -------- | --- |
| Valteline | Centre de ski alpin de Stelvio (Bormio) | cérémonie d'ouverture, ski alpin                          | 5000     | Jeux olympiques d'hiver 2026 Ch. monde de ski alpin 2005                                                          |
| Valteline | Stade de patinage sur glace de Bormio   | patinage artistique, patinage de vitesse sur piste courte | 500      | Épreuves internationales de short-track                                                                           |
| Valteline | Snowpark de Livigno                     | snowboard                                                 | 3000     | Jeux olympiques d'hiver 2026 Coupe d’Europe de ski acrobatique 2017 et 2018                                       |
| Valteline | Parc de sauts et bosses de Livigno      | Ski acrobatique                                           | 1500     | Jeux olympiques d'hiver 2026 Coupe d'Europe de ski de bosses 2022                                                 |
| Valteline | Stade de biathlon de Valdidentro        | biathlon                                                  | 4000     | Coupe du monde de ski de fond 2009                                                                                |
| Trente    | Stade de fond de Lago di Tesero         | cérémonie de clôture, ski de fond, combiné nordique       | 15000    | Jeux olympiques d'hiver 2026 Championnats du monde de ski nordique 1991, 2003 et 2013 Universiade d'hiver de 2013 |
| Trente    | Stade de saut à ski de Predazzo         | saut à ski, combiné nordique                              | 4500     | Jeux olympiques d'hiver 2026 Championnats du monde de ski nordique 1991, 2003 et 2013 Universiade d'hiver de 2013 |
| Trente    | Stade de patinage de vitesse de Baselga | patinage de vitesse                                       | 2 000    | Championnats du monde juniors de patinage de vitesse 2019 Universiade d'hiver de 2013                             |
| Trente    | Patinoire de Baselga                    | hockey sur glace                                          | 1800     | Tournois internationaux de hockey sur glace                                                                       |
| Cortina   | Piste olympique Eugenio-Monti           | bobsleigh, luge, skeleton                                 | 5 000    | Jeux olympiques d'hiver 2026                                                                                      |
| Cortina   | Stade olympique de Cortina              | curling                                                   | 3000     | Championnats du monde de curling 2010 World Curling Tour 2024 Jeux olympiques d'hiver 2026                        |

## Sports au programme
La commission du futur hôte a préconisé de ne retenir que sept sports : le biathlon, le bobsleigh, le curling, le hockey sur glace, la luge, le patinage et le ski. Le quota maximum d'athlètes a été fixé à 1 900, comme pour les JOJ d'hiver de Gangwon 2024. Le programme définitif de compétition ne sera établi qu'après la consultation avec les Fédérations internationales correspondantes et les Jeux de la jeunesse de 2026[réf. nécessaire].